# Jean Le Cam

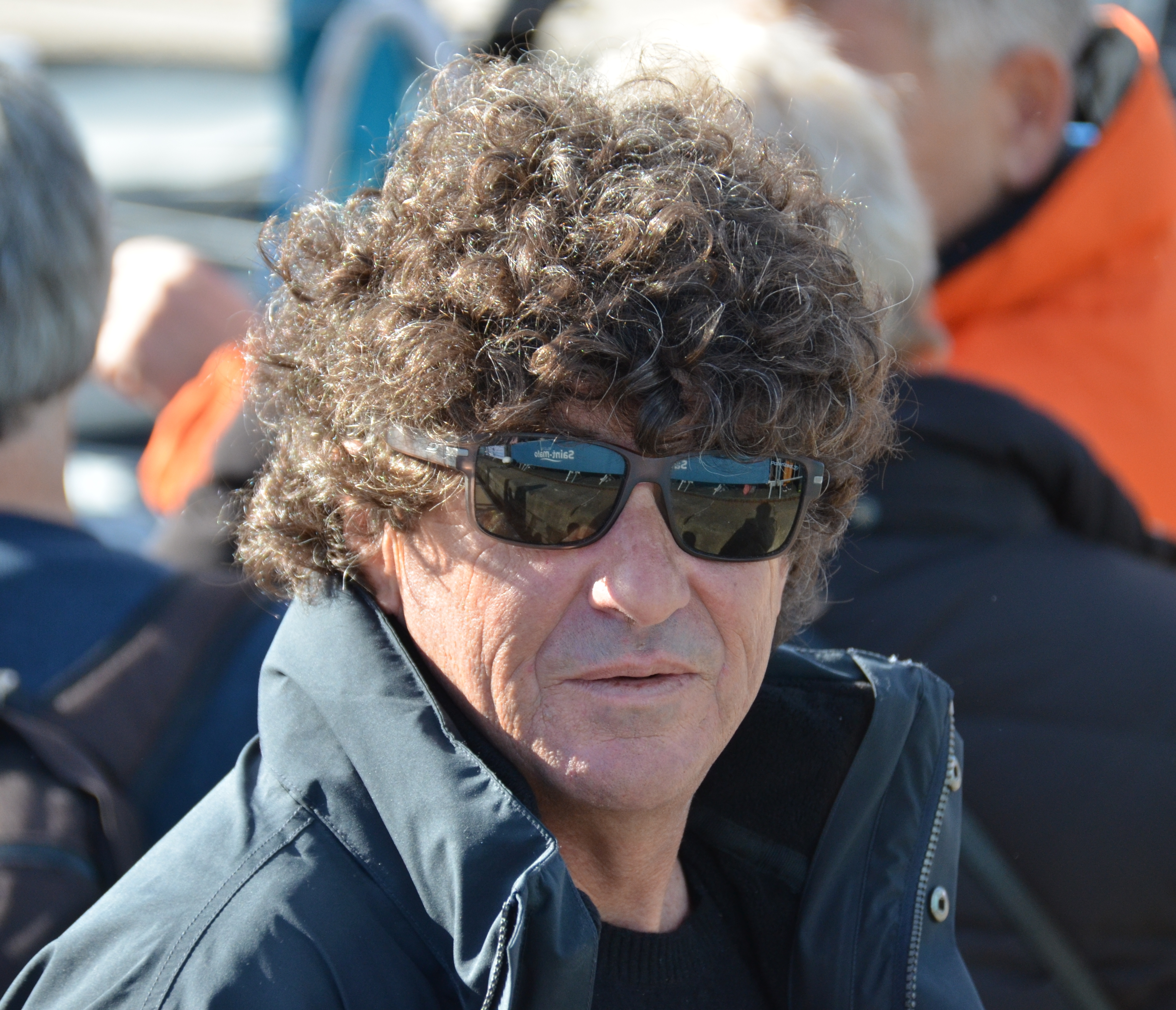
Jean Le Cam bei der Route du Rhum im Jahre 2018

Jean Le Cam (* 27. April 1959 in Quimper, Bretagne, Frankreich) ist ein französischer Profisegler, der vor allem durch Hochseeregattaerfolge berühmt geworden ist. Sein Spitzname ist „König Jean“.

## Leben
Le Cam segelte bereits in jungen Jahren mit seiner Mutter auf den Glénan-Inseln. Er segelte zusammen mit Hubert Desjoyeaux auf 420er Jollen und später Boote der Armagnac-Klasse.
Im Jahre 1981 nahm er zusammen mit Éric Tabarly als Crew der Euromarché am Whitbread Round the World Race 1981/1982 teil. Im Jahre 1984 gelang ihm zusammen mit Skipper Patrick Morvan, Marc Guillemot und Serge Madec eine Transatlantik von West nach Ost-Rekordfahrt mit dem Boot Jet Services 2.
Er ist zusammen mit Hubert Desjoyeaux einer der Mitbegründer der im Jahre 1984 gegründeten CDK Technologies.
Jean Le Cam nahm regelmäßig an der Einhandregatta Solitaire du Figaro teil und konnte diese in den Jahren 1994, 1996 und 1999 gewinnen. Neben ihm sind bisher nur den Seglern Philippe Poupon und Michel Desjoyeaux drei Siege dieser Regatta gelungen.
Bei seiner zweiten Teilnahme an der Vendée Globe 2008/2009 verlor Le Cam, an dritter Stelle liegend, am 6. Januar 2009 etwa 200 Seemeilen westlich von Kap Hoorn die Kielbombe, woraufhin sein Boot VM Matériaux kenterte und für mehrere Stunden kieloben trieb. Le Cam musste etwa 16 Stunden im Boot ausharren, während der etwa 100 Seemeilen hinter ihm segelnde Konkurrent Vincent Riou im Boot PRB ihm zu Hilfe eilte und ihn schließlich retten konnte. Rious Boot wurde bei der Rettungsaktion beschädigt, woraufhin er später mit Mastbruch aufgeben musste.
Bei der Vendée Globe 2020/2021 sendete der an dritter Stelle liegende Kevin Escoffier etwa 600 Seemeilen südwestlich des Kaps der Guten Hoffnung am 30. November einen Notruf, als sein Boot PRB plötzlich zerbrach und er innerhalb weniger Minuten in sein Rettungsfloß übersteigen musste. Der zum fünften Mal an der Regatta teilnehmende Le Cam eilte ihm mit seinem Boot Yes we Cam! sofort zur Hilfe, konnte Escoffier aber wegen hohem Seegang und einbrechender Dunkelheit nicht sofort retten. Zur Unterstützung der Rettungsmaßnahmen eilten auch Yannick Bestaven, Boris Herrmann und Sébastien Simon zur Unglücksstelle. Noch in derselben Nacht fand Le Cam das Rettungsfloß wieder und konnte Escoffier diesmal an Bord nehmen. Escoffier konnte schließlich im Indischen Ozean auf die von den Kerguelen kommende französische Fregatte Nivôse übersteigen und Le Cam das Rennen fortsetzen. Er beendete die Regatta nach 80 Tagen als Achter, wurde jedoch mit seiner Zeitgutschrift für die Rettung als Vierter platziert.
Le Cam nahm an der Vendée Globe 2024/25 zwar auf einem IMOCA-Neubau teil, der aber nicht die seit mehreren Jahren üblichen Foils hatte. Er wollte damit den finanziellen Aufwand begrenzen und zugleich die Verlässlichkeit steigern sowie aufgrund der einfacheren Konstruktion mehr Zeit für Training auf dem Wasser erreichen. Am 36. Tag der Regatta unterstützte er über Funk einen Wettbewerber maßgeblich bei einer Reparatur der Schwenkkielmechanik. Es war seine sechste Vendée Globe, bei der er am Ende den 20. Platz erreichte. Zudem hält Le Cam seither den Altersrekord dieser Regatta.

## Erfolge
- 2014/2015 Barcelona World Race, zusammen mit Bernard Stamm (Sieger)
- 2013 Transat Jacques Vabre, mit Vincent Riou (Sieger)
- 2004/2005 Vendée Globe (Zweiter)
- 1999 Solitaire du Figaro (Sieger)
- 1996 Solitaire du Figaro (Sieger)
- 1994 Solitaire du Figaro (Sieger), Transat AG2R La Mondiale, zusammen mit Roland Jourdain (Sieger)
- 1989 Formule 40 (Weltmeister)
- 1988 Formule 40 (Weltmeister)

## Ehrungen
- 2020 Offizier des Seeverdienstordens (2013 Ritter)
- 2020 Solidaritätspreis der Fédération française de voile
- 2024 Inductee Cape Horn Hall of Fame

## Belege
1. ↑  Crews 1981-82, Sailor by team. Archiviert vom Original (nicht mehr online verfügbar) am 19. Dezember 2019; abgerufen am 27. Dezember 2020.  Info: Der Archivlink wurde automatisch eingesetzt und noch nicht geprüft. Bitte prüfe Original- und Archivlink gemäß Anleitung und entferne dann diesen Hinweis.
2. ↑  Vendée Globe History: 16 Stunden gefangen – Wie Jean Le Cam 2009 selber gerettet wurde. 1. Dezember 2020, abgerufen am 27. Dezember 2020.
3. ↑  Vendée Globe: Geglückte Rettungsaktion - Herrmann beteiligt. In: ndr.de. 1. Dezember 2020, abgerufen am 27. Dezember 2020.
4. ↑  https://www.vendeeglobe.org/en/article/damage-keel-ram-benjamin-ferre
5. ↑  https://www.vendeeglobe.org/en/article/jean-le-cam-new-boat-whole-new-adventure